# SN 1995N
SN 1995N – supernowa typu IIn odkryta 5 maja 1995 roku w galaktyce Arp 261 (MGC-02-38-017). W momencie odkrycia miała maksymalną jasność 17,50m.
SN 1995N powstała w wyniku zapadnięcia się jądra gwiazdy. Jasność supernowej spada wolno co powoduje, że obiekt pomimo upływu lat w dalszym ciągu jest widoczny na zdjęciach. Jest to również jedna z niewielu supernowych, która była obserwowana w promieniowaniu rentgenowskim. Prawdopodobnie te niezwykłe cechy są wynikiem wybuchu gwiazdy w obszarze o dużej gęstości gazu.